# Periodistas de a Pie
Periodistas de a Pie, también conocida como Red de Periodistas de a Pie, es una organización civil fundada en 2007 para incrementar la calidad del periodismo de investigación en México, e impulsar un enfoque social y por los derechos humanos en la información periodística. Forma parte del Global Investigative Journalism Network, una asociación internacional que promueve el periodismo de investigación.

## Historia
En 2007, un grupo de periodistas mexicanas decidieron formar una organización civil que tomara en cuenta el periodismo de investigación y una perspectiva desde los derechos humanos. Una de las co-fundadoras, Marcela Turati, señala que en 2006 comenzó la idea de crear una organización para ayudar a los periodistas mexicanos que se encontraban en una situación precaria para ejercer su profesión.
Desde 2010, comenzaron sus actividades en la defensa de la libertad de expresión y el derecho a la información. Asimismo comenzaron a cubrir zonas de conflicto armado en México y los procesos de protección y autocuidado de los periodistas.
El 14 de junio de 2016, se unieron a la Global Investigative Journalism Network, por su trabajo para crear redes de periodistas en México.

## Forma de trabajo y organización
Periodistas de a Pie utiliza como estrategias de organización, las charlas, encuentros, talleres y otras actividades con el propósito de tener presencia en los medios de comunicación. Asimismo establecen lazos solidarios con otros periodistas.

### Temas de investigación
La red de Periodistas de a Pie se ha concentrado en temas de Derechos humanos y protección a periodistas, intentando aclarar periodísticamente aquello que las instituciones mexicanas no han logrado esclarecer en materia de justicia social.
Algunas de investigaciones que han realizado giran en torno a los asesinatos masivos de migrantes centroamericanos como los de San Fernando, Tamaulipas en donde fueron asesinados 72 migrantes y Cadereyta, Nuevo León con 49 víctimas. La investigación encontró múltiples errores en la pesquisa oficial, señalando además la falta de protocolos de las autoridades para tratar los cuerpos encontrados y la repatriación de los mismos a sus países de origen.

El 25 de agosto, los 49 restantes se quedaron en la Base Naval. Incluso ahí, bajo el cuidado de las autoridades federales, los cadáveres permanecieron expuestos a la intemperie y apilados, unos sobre otros, mientras que en la funeraria algunos quedaron tirados en el piso por falta de espacio para su revisión, y otros en bolsas de plástico en la caja de un tráiler, según el relato de la Comisión Nacional de Derechos Humanos (CNDH). Como si fueran los restos de algún animal apestoso, al menos 56 cuerpos fueron rociados con cal, lo que provocó destrucción de rasgos, pues la cal viva quema los cuerpos y acelera su descomposición. Sus familias tampoco pudieron identificarlos.
Periodistas de a Pie

A través del sitio web 'Más de 72', la red también ha ido integrando información sobre las masacres a migrantes en México y los mecanismos de impunidad así como los vacíos judiciales que han permitido que se esclarezcan estos casos.
La red también ha hecho un trabajo documental en torno al camino de los migrantes así como la migración infantil. También han documentado, a través de testimonios de víctimas, las violaciones a los derechos humanos por parte del ejército y la policía.
Con respecto a los riesgos del trabajo periodístico en México, Periodistas de a Pie recopiló testimonios de reporteros en Veracruz, los cuales han abandonado las redacciones de los periódicos por el riesgo que representa ejercer su profesión: "La psicosis se ha apoderado del periodismo en Veracruz (…) Ante el éxodo masivo de reporteros policiacos, las mesas de redacción se quedaron con el problema de cómo llenar esa sección (…) Nadie sale a informar desde aquel 26 de julio, día en que se encontró el cuerpo decapitado de Yolanda Ordaz (…) La investigación y el quehacer periodístico han quedado en segundo plano."

#### Buscadores en un país de desaparecidos
En 2017, Periodistas de a Pie realizaron una serie de cortos documentales con testimonios de personas buscando a sus familiares desaparecidos en México. Las historias recabadas están narradas por Mario Vergara, Silvia Ortiz, Alma Rosa Rojo, María Herrera, Graciela Pérez, Fernando Oceguera, Guadalupe Contreras, Mirna Medina, Araceli Rodríguez, Alfonso Moreno, Leticia Hidalgo y José Díaz, Navarro. El documental muestra como estas personas, que antes eran familiares, pasaron a convertirse en investigadores, peritos o antropólogos, al realizar funciones que le competían al Estado. Debido a la producción de esta serie documental, la Red obtuvo el Premio Gabriel García Márquez de Periodismo en la categoría de Imagen en 2017.

Es una historia que permite expresar la tragedia de los familiares que buscan a sus desaparecidos en el contexto de violencia que afronta México, pero lo hace sin odios. Da una sensación de lo que ocurre en una dura realidad, pero en la que se puede hacer algo para cambiar
Jurado del Premio Gabriel García Márquez de Periodismo

## Integrantes

### Consejo[14]
- Alberto Nájar, presidente
- María Teresa Juárez, secretaria
- Daniela Pastrana, tesorera[15]
- Jade Ramírez Cuevas
- Ernesto Aroche
- Daniela Rea Gómez[16]
- Ángeles Mariscal

### Fundadoras
- Marcela Turati
- Elia Baltazar
- Thelma Gómez
- Margarita Torres
- Mónica González
- Verónica García de León.[17][18]

### Alianza de medios
La Red de Periodistas de a Pie impulsó una alianza de medios locales ubicados en once estados de México.
- Raichali, Chihuahua
- La Verdad, Chihuahua
- Inndaga, Sinaloa
- Revista Espejo, Sinaloa
- Elefante Blanco, Tamaulipas
- Amapola, Guerrero
- Página 3, Oaxaca
- Istmo Press, Oaxaca
- LADO B, Puebla
- Chiapas Paralelo, Chiapas
- Pie de Página, Ciudad de México
- Perimetral, Jalisco
- Zona Docs, Jalisco
- Letra Fría, Jalisco
- La Marea, Veracruz.

## Premios y galardones
- 2015 - Premio Internacional de Periodismo Julio Anguita Parrado por su lucha contra la censura en México otorgado por el Sindicato de Periodistas de Andalucía (SPA).[20]
- 2017 - Premio Gabriel García Márquez en la categoría Imagen de la FNPI por el trabajo Buscadores, en un país de desaparecidos.[11][21]

## Publicaciones
- Entre las Cenizas: Historias de Vida en Tiempos de Muerte.(VV.AA.), 2012. sur + ediciones.[22]
- Migraciones Vemos... Infancias no sabemos. Primera infancia y migración en México, 2008, Ririki. Investigación social.[8]